# Иоганн фон Вегелебен
Иоганн фон Вегелебен (нем. Johann von Wegeleben) — ландмейстер Тевтонского Ордена в Пруссии с 12 июля 1263 года и до назначения на эту должность Людвига фон Бальдерсхейма. По сведениям Preußische Regesten (недоступная ссылка) за 1263 год ландмейстер Пруссии Иоганн фон Вегелебен дарует принявшим христианство пруссам «Прайбото, Славотину и его братьям поля и деревню Зорренен» (недалеко от Морунгена, пол. Morąg) «и половину деревни Гильгенен» (нем. Gillgehnen, пол. Gilginie).